# Sân vận động Hòa Xuân
Sân vận động Hòa Xuân là một sân vận động tọa lạc tại phường Hoà Xuân, thành phố Đà Nẵng, Việt Nam. Sân hiện là sân nhà của Câu lạc bộ SHB Đà Nẵng.  Với sức chứa 20.500 người, đây là sân vận động lớn nhất dành riêng cho bóng đá tại Việt Nam và là sân thứ hai ở Việt Nam được xây dựng dành riêng cho hoạt động bóng đá, sau Sân vận động Pleiku ở Gia Lai.

## Đấu thầu xây dựng
Gói thầu xây lắp 4 khán đài A, B, C, D, sân bóng và hệ thống kỹ thuật chung quanh do Công ty Cổ phần Xây dựng và Phát triển hạ tầng Đà Nẵng (DCID) thi công, với giá trị hơn 300 tỷ đồng; gói thầu hệ thống điện chiếu sáng sân bóng đá do Công ty Trách nhiệm hữu hạn Thể thao Thanh Lâm thi công, với giá trị gần 13 tỷ đồng. Khởi công từ ngày 21 tháng 2 năm 2013 đến ngày 30 tháng 8 năm 2016, công trình đã chính thức hoàn thành.
Ngày 14 tháng 12 năm 2016, sân được chính thức bàn giao cho Sở Văn hóa - Thể thao thành phố Đà Nẵng để đưa vào sử dụng khi mùa giải V.League 2017 sắp khởi tranh. Đội bóng SHB Đà Nẵng đã thắng Hoàng Anh Gia Lai 1-0 trong ngày khai mạc mở màn (7 tháng 1 năm 2017) cũng là trận đấu khai sân Hòa Xuân.

## Sân vận động
Sân có sức chứa 20.500 người, được xây dựng trên diện tích đất 66.530m2. Sân có 4 khán đài, trong đó khán đài chính cao 2 tầng và được trang bị mái che, các khán đài còn lại thấp hơn. Phía dưới khán đài có các khu giải khát, phòng chức năng, nhà vệ sinh. Sân có 140 ghế ngồi super VIP (có bàn) tại trung tâm khán đài A; lắp đặt hệ thống rào chống bạo động cũng như hàng rào ngăn cách các khu khán đài B, C, D; hệ thống biển báo, chỉ dẫn và các phòng chức năng; bảng điện tử; hệ thống âm thanh trên sân cùng nguồn điện dự phòng.
Năm 2025, sân vận động đã cải tạo lại mặt sân cung như hộ thống cấp thoát nước trên mặt sân. Đáng chú ý, sân đã chuyển từ Cỏ Bermuda sang sử dụng cỏ Zeon Zoysia. Một loại cỏ cao cấp dành riêng cho bóng đá và đã đạt chứng nhận ITGAP.

## Cơ sở vật chất
Với sức chứa khoảng 20.500 chỗ ngồi, Sân vận động Hòa Xuân là một trong những sân vận động bóng đá hiện đại nhất cấp câu lạc bộ tại Việt Nam. Tất cả các khán đài khán giả đều được trang bị ghế, và khán đài chính (Khán đài A) được trang bị mái che. Các khán đài khác không có mái che. 
Giống như nhiều sân vận động ở châu Âu, không có đường piste và khán giả có thể xem trận đấu ở khoảng cách rất gần với sân. Ngoài ra, sân vận động Hòa Xuân còn được trang bị đa dạng các phòng chức năng đạt tiêu chuẩn quốc tế, bao gồm phòng họp báo, phòng thay đồ, văn phòng y tế, phòng massage, phòng triển lãm truyền thống của SHB Đà Nẵng FC. Tất cả các công trình lắp đặt đều được trang bị thiết bị hiện đại và được bố trí chức năng.

## Giao thông công cộng
Bạn có thể đến Sân vận động Hoà Xuân bằng taxi, hay các phương tiên giao thông cá nhân. 
Ngoài ra còn có các tuyến xe buýt thành phố trong vùng lân cận sân vận động, bao gồm:
- Tuyến 7: Xuân Diệu – Hòa Phước 
- Tuyến 12: Xuân Diệu – Phạm Hùng 
Để biết thêm thông tin, bao gồm các điểm dừng xe và lịch trình, vui lòng kiểm tra thông tin chính thức của Xe buýt Đà Nẵng.

## Hình ảnh tại Sân vận động Hòa Xuân

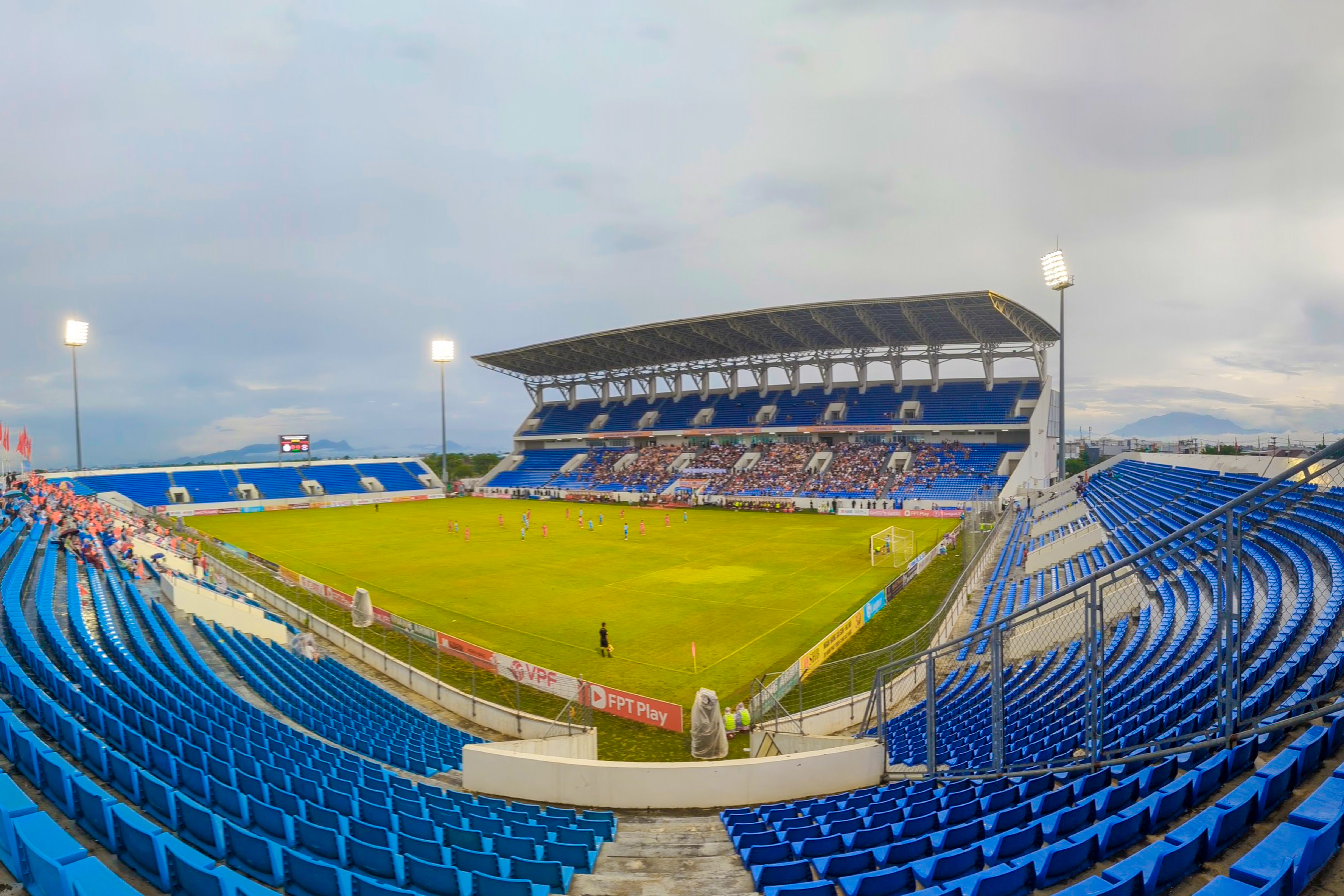
Toàn cảnh sân vận động
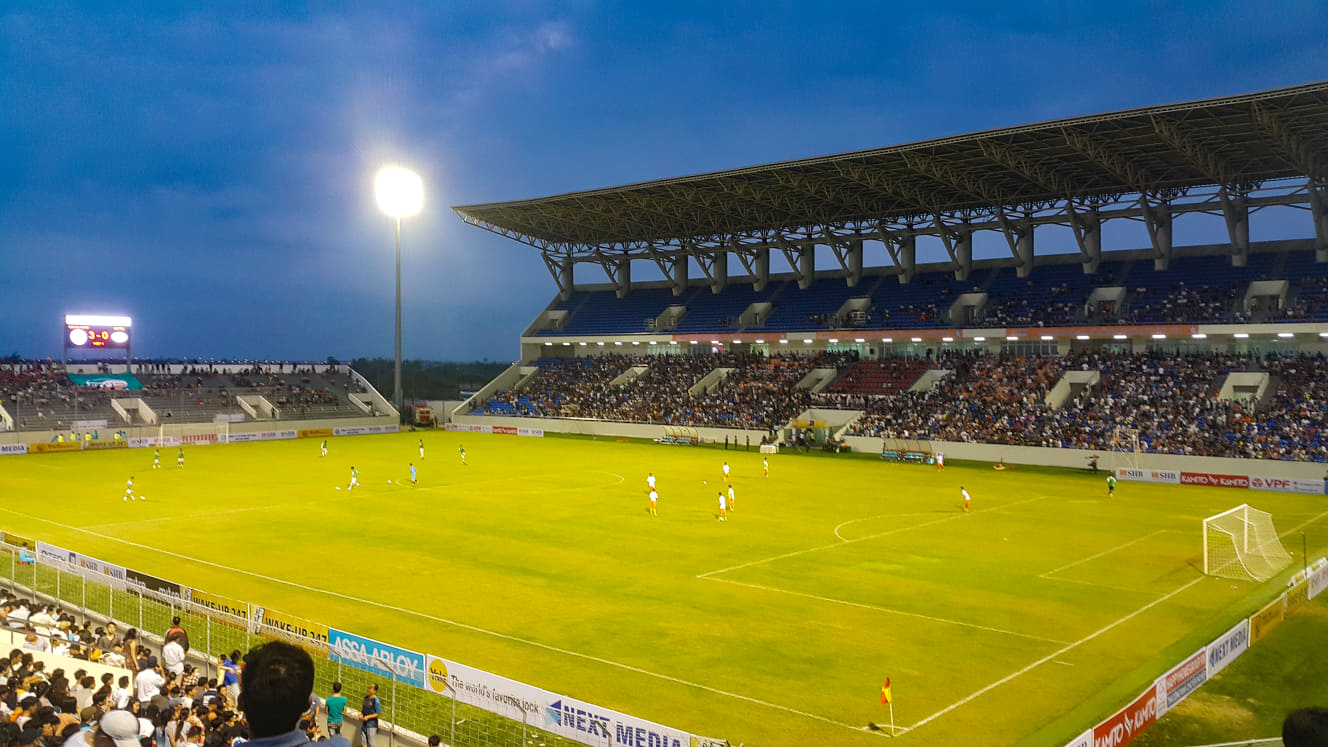
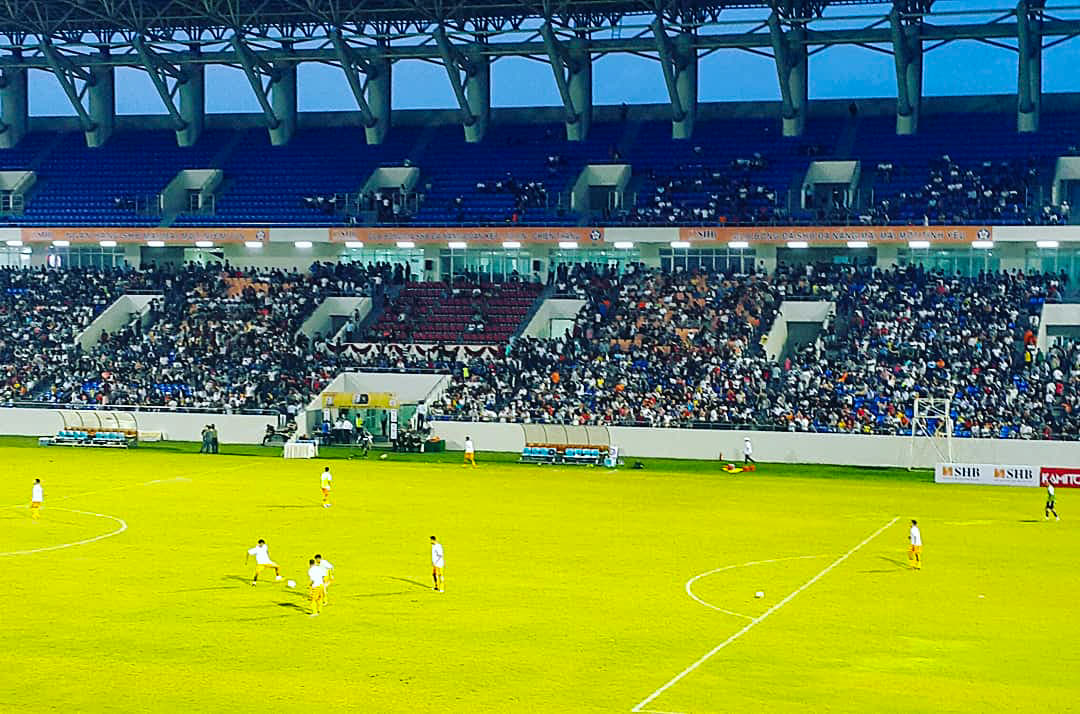
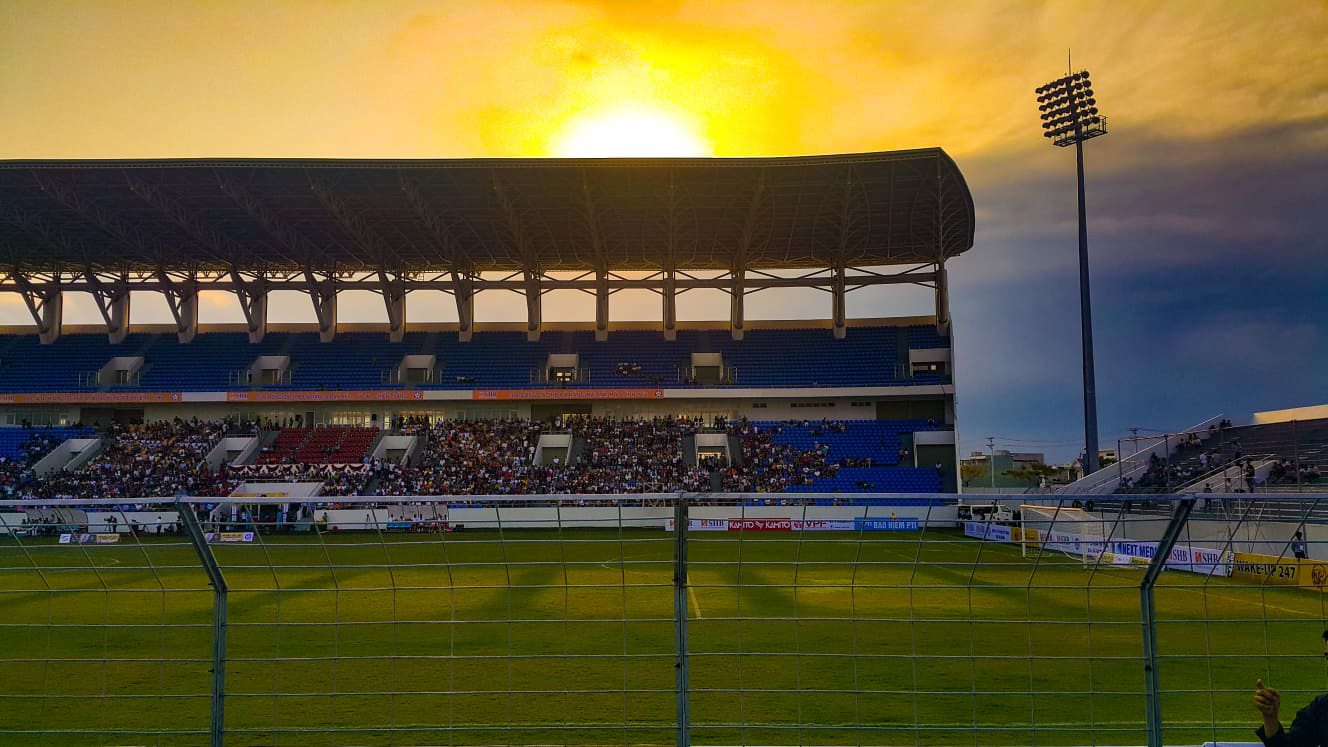
Khán đài A sân
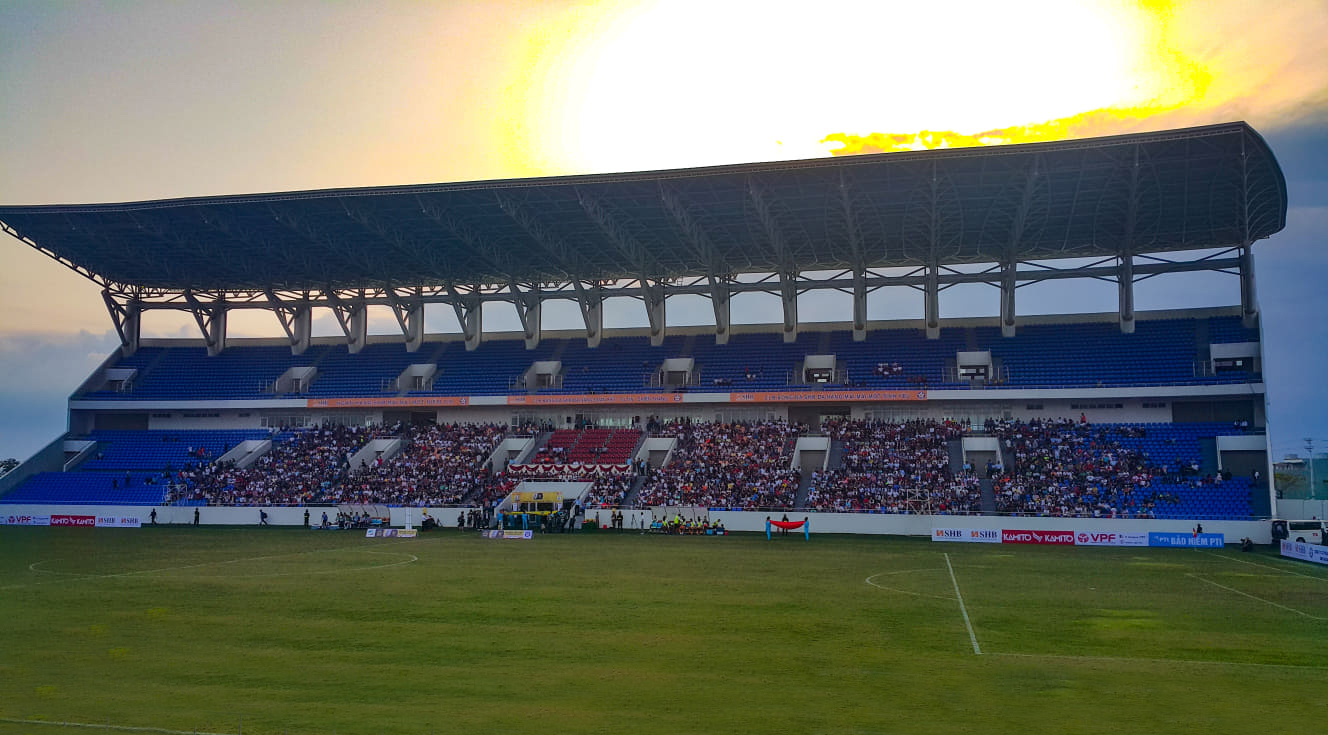
Khán đài A sân 2